# Антоніо ДеМарко
Антоніо ДеМарко (ісп. Antonio DeMarco; 7 січня 1986, Лос-Мочіс) — мексиканський професійний боксер. Чемпіон світу за версією WBC (2011 — 2012) в легкій вазі.

## Професіональна кар'єра
31 жовтня 2009 року в бою проти Хосе Альваро (Нікарагуа), здобувши перемогу технічним нокаутом в десятому раунді, завоював вакантний титул «тимчасового» чемпіона WBC в легкій вазі.

### Бій проти Валеро
6 лютого 2010 року вийшов на бій проти непереможного чемпіона WBC в легкій вазі Едвіна Валеро (Венесуела) і зазнав поразки технічним рішенням. У другому раунді ДеМарко завдав удару супернику з порушенням правил, зробивши велике розсічення на лобі Валеро. Але чемпіон продовжив бій і, переважаючи мексиканця у кожному раунді, змусив відмовитися того від продовження побиття в дев'ятому раунді.

### Бій проти Лінареса
15 жовтня 2011 року вийшов на бій за вакантний титул чемпіона WBC в легкій вазі проти Хорхе Лінареса (Венесуела) і здобув перемогу технічним нокаутом в одинадцятому раунді. 

### Бій проти Бронера
Провівши два вдалих захиста звання чемпіона проти Джона Моліна (США) і Мігеля Романа (Мексика), 17 листопада 2012 року зустрівся в бою з Едріеном Бронером (США). Американець переважав мексиканця, а у восьмому раунді ще й надіслав в нокдаун, після чого бій було зупинено.